# Oy Vey! My Son Is Gay!!
Pour plus de détails, voir Fiche technique et Distribution.
Oy Vey! My Son Is Gay!! est un film américain réalisé par Evgeny Afineevsky, sorti en 2009.

## Synopsis
Shirley présente des femmes « parfaites » à son fils Nelson en espérant qu'il en épouse une, mais celui-ci est homosexuel.

## Fiche technique
- Titre : Oy Vey! My Son Is Gay!!
- Réalisation : Evgeny Afineevsky
- Scénario : Menahem Golan, Evgeny Afineevsky et Martin Guigui
- Musique : Lilo Fedida et Eddie Grimberg
- Photographie : Peter N. Green
- Montage : Michael Southworth
- Production : Evgeny Afineevsky, Svetlana Anufrieva, Rich Cowan et Igor Zektser
- Société de production : New Generation Films, North by Northwest Entertainment, Oy Vey My Son Is Gay Productions et Studio LadyBug
- Pays :  États-Unis
- Genre : Comédie
- Durée : 91 minutes
- Dates de sortie : 
  -  États-Unis : 29 août 2009 (festival des films du monde de Montréal), 24 décembre 2010

## Distribution
- Lainie Kazan : Shirley Hirsch
- Saul Rubinek : Martin Hirsch
- Vincent Pastore : Carmine Ferraro
- John Lloyd Young : Nelson Hirsch
- Jai Rodriguez : Angelo Ferraro
- Bruce Vilanch : oncle Max
- Carmen Electra : Sybil Williams
- Shelly Burch (en) : Teresa Ferraro
- Alexandra Mamaliger : Andrea Hirsch
- Eddie Levi Lee : Moisha
- Kyle Deluca : Anthony Ferraro
- Phyllis Silver : Sophie
- Rachel Handler : Celeste
- Patricia Henderson : Margaret
- Tom Fridley : Nick
- Jerry Sciarrio : Dr. Herman
- Leslie Lowe : Alice
- Dillon McNaight : Emmitt
- Jeff Scarone : Jan
- Michael Adams : Lance Smith
- Brandon O'Neill : Lonnie
- Brian Russo : Skip

## Accueil
Le film reçoit la note de 2/5 sur AllMovie.